# ۴۵ (عدد)
۴۵ (عدد)
۴۵(چهل و پنج) یک عدد طبیعی است که بعد از ۴۴ و قبل از ۴۶ قرار دارد.